# Drag Couenne
Adrien de Biasi, más conocido por el nombre artístico de Drag Couenne, es un artista drag más conocido por ganar la primera temporada de Drag Race Bélgica.

## Filmografía

### Televisión
| Año  | Título              | Papel      | Notas     |
| ---- | ------------------- | ---------- | --------- |
| 2023 | Drag Race Bélgica   | Ella misma | Ganadora  |
| 2023 | The Dancer Belgique | Invitada   | Performer |
| 2023 | La Première         | Ella misma | Invitada  |
| 2023 | Le 8/9              | Ella misma | Invitada  |

### Series web
| Año  | Título           | Papel      | Notas               |
| ---- | ---------------- | ---------- | ------------------- |
| 2023 | Meet the Queens  | Ella misma | Especial individual |
| 2023 | La DH les Sports | Ella misma | Invitada            |
| 2023 | RTBF Info        | Ella misma | Invitada            |

## Discografía

### Sencillos
| Año  | Título                                                                  |
| ---- | ----------------------------------------------------------------------- |
| 2022 | «Fierce» con Athena Sorgelikis & Susan Feat. Laura Crowet y Eric Renwar |

| Predecesora: - | Drag Race Bélgica 2023 | Sucesora: Alvilda |